# ウォリック (イングランド)
ウォリック（英語: Warwick）はイギリスのイングランド中部のウォリックシャーにある町で、ウォリックシャーの郡庁所在地である。

## 概要
ウォリックはイギリスのイングランド中部のウォリックシャーにある町で、ウォリックシャーの郡庁所在地である。バーミンガムの南東、コヴェントリーのすぐ南にある。
町はエイヴォン川に面している。街中にはウォリック城（ウォリック伯が活躍した城）、聖メアリー教会（Collegiate Church of St Mary）などがあり、郊外にはIBM、ボルボの研究所がある。  
ウォリック大学やウォリック・ビジネス・スクールはウォリックシャー内にあるが、コヴェントリーにある。

## 著名な出身者
- ウォルター・サヴェージ・ランダー（作家、詩人）
- トム・リーズ（プロサッカー選手）
- ジョーダン・キング（レーシングドライバー）

## 参照項目
- ウォリック (Warwickの様々な発音)

## 参考
1. ↑   ウォリックシャーの観光 (中国語)
2. ↑   Warwick (英語)